# Аларский дацан
Ала́рский даца́н «Даши́ Чойнхорли́нг» (бур. Алайрай дасан) —  буддийский монастырь (дацан) в посёлке Кутулик Аларского района Усть-Ордынского Бурятского округа Иркутской области. Относится к Буддийской традиционной сангхе России.
Дацан является старейшим буддийским комплексом традиции гелуг тибетского буддизма на территории Иркутской области.

## История
История Аларского дацана начинается в 1809 году, когда в Хигинском улусе аларские буряты поставили походный шатёр, где проводили первые буддийские молебны.
По летописям, в 1811 году в возрасте 70 лет местный житель Василий Баймин отправился верхом на лошади к Хамбо ламе Гавану Ешижамсуеву с просьбой о создании дацана. Просьба его была удовлетворена. Более того, вместе с Байминым в Аларь прибыли ламы, привезшие с собой священные книги.
Сразу же началось строительство дацана, которое завершилось в 1814 году. Тогда же ламы провели обряд освещения нового храма. Сам Василий Баймин это событие уже не застал: он умер за год до этого. Стройку завершил его сын — Батор.
Здание дацана представляло собой 4-этажный дуган, опоясанный колоннами. На многие годы Аларский дацан был не только буддийским храмом, но и просветительским центром, где местные жители обучались русской, монгольской и тибетской грамоте.
Помимо главного храма Цогчен-дугана, при дацане были построены два сумэ (малый храм): Аюши и Цаган-Эбугэн.
В конце 1880-х годов в Аларском дацане служил будущий XII Пандито Хамбо Лама, известный во всём мире Даши-Доржо Итигэлов.
Неоднократно посещал дацан и цанид-хамбо лама Агван Доржиев.
К концу XIX века деревянный Цогчен-дуган сильно обветшал. Было решено не реставрировать его, а возвести новое здание.  По замыслу архитекторов, дуган должен был сохранить прежние размеры, за исключением фасада, где планировалась галерея. Для долговечности решили построить каменный фундамент вместо старого деревянного. В 1893 году строительство нового дугана было завершено.
В 1894 году на территории дацана были высажены саженцы сосны, ели, кедра, и лиственницы. Учёный-востоковед и общественный деятель Цыбен Жамцарано, посетивший дацан в начале XX века, так описывает его:

«Построен (дацан) на ровном месте, деревянный, небольшого размера, продолговатой формы. Вокруг посажены деревья и образуют приличный садик. Особенно хорош садик на восточной стороне дацана, огороженный особо. Нынешний ширетуй (настоятель) с замечательной любовью ухаживает за садиком, который растет с удивительной быстротой. Здесь растут ель, кедры, пихты, лиственницы, яблони, черемухи, смородины, крыжовники и прочих цветов диких масса, как и во всей Алари... Впечатление от садика прекрасное, какое-то нежное, миленькое. С прошлого, 1902 года ламы стали разводить огород: картофель, капусту, горох, лук, редьку и т.д., всего понемножку для пробы и довольны»— 
К 1911 году штат Аларского дацана состоял из пяти лам. В 1914 году праздничными молебнами было отмечено столетие дацана.
В 1928 году, во время гонения на религию, Аларский дацан был закрыт. Здания храмов были разобраны на стройматериалы. Ламы были репрессированы.

## Возрождение
В 2004 году Аларский дацан был заново восстановлен и открыт  под руководством Ширээтэ ламой (настоятель) Будаев Баир Лубсанович . В 2006 году воздвигнута первая буддистская ступа. В 2007 году восстановлен главный храм дацана — Цогчен-дуган.
16 июля 2015 года торжественно отметили 200-летие со дня основания Аларского дацана. На празднование прибыли XXIV Пандито Хамбо лама Дамба Аюшеев и другие ламы Буддийской традиционной сангхи России.
В настоящее время ширээтэ-ламой (настоятелем) Аларского дацана является Алдар Эрдэмович Долгоржапов.

## Ширетуи (настоятели)
1. 1814—1831 —?[7] Кукчин (Кукчун)[8]
2. 1831—1857 — Чойван Самсонов (1796—?)[7]
3. 1857—1858 — Ганжур Чойванов (1834—?), сын Чойвана Самсонова[8], уехал на учёбу в Тамчинский дацан[7].
4. и. о. 1858 — 1861  Балдан-Еши Доржиев (1831?—?) переведён в Гэгэтуйский дацан[7]
5. и.о. до 1861 — Вампил Балыков[7],
6. и.о. до 1861 — Цыренпил Гумпылов[7]
7. 1861—1880 — Ганжур Чойванов (1834—?), ушёл с должности из-за тяжёлой болезни[7]
8. 1880—1889 — Дамба Цырен Ишигэнов, написал прошение об увольнении с должности и переводе в гелуны[7].
9. 1889—1890/1891? — Аюша Дылыков (1855?—?), переведён в Ацайский дацан[7]
10. 1890/1891?—1894 — Убаши Дымшеев[7]
11. 1894—1920 — Нанзан Найданов Гармаев (1867—?)[7]
12. 1920—до 1927? — Лубсан Ирбанов, сторонник обновленчества[7]
13. до 1927 — Содбо Назаров (1877—?), сторонник обновленчества[7], в ноябре 1932 года арестован в Анинском дацане, сослан в Нарын на 5 лет по ст. 58.10 ч.2[9]
14. 1927—1928 (как председатель совета дацана) — Лубсан Дагба Доржиев (1884—?),  в 1928 дацан закрыт[7]. В 1938 году  Лубсан Доржиев работал в колхозе им Молотова в Бургултае, арестован НКВД БМАССР по обвинению по ст. 58-7, 58-10, 58-11, выпущен в феврале 1939[10]. В 1946 году избран Дид  Хамбо Ламой (заместителем) по Иркутской области[7].
15. 2004 - 2014 гг. Ширээтэ лама (настоятель) Будаев Баир Лубсанович. Под его руководством зарегистрированы буддийские общины и возведены первые дуганы, началось реальное возрождение буддизма в западной Бурятии. В настоящее время Ширээтэ лама(настоятель) Нукутского дацана.